# Quercus edwardsiae
Quercus edwardsiae — вид рослин з родини букових (Fagaceae), ендемік Мексики.

## Середовище проживання
Ендемік Мексики (Нуево-Леон).
Це вид, який росте як окремі дерева в каньйонах з дубовим лісом. Він тісно пов’язаний з Q. porphyrogenita.

## Загрози
Немає інформації про загрози цьому виду, оскільки він значною мірою зростає на приватних землях, і обстеження неможливе.